# Ocamonte (ort)
Ocamonte är en ort i Colombia.   Den ligger i departementet Santander, i den centrala delen av landet, 220 km nordost om huvudstaden Bogotá. Ocamonte ligger 1 409 meter över havet och antalet invånare är 883.
Terrängen runt Ocamonte är huvudsakligen kuperad. Ocamonte ligger nere i en dal. Runt Ocamonte är det glesbefolkat, med 15 invånare per kvadratkilometer. Närmaste större samhälle är Valle de San José, 12,2 km norr om Ocamonte. Omgivningarna runt Ocamonte är en mosaik av jordbruksmark och naturlig växtlighet.